# Химна Малија
Национална химна Малија позната је и  под називима „За Африку и за тебе, Мали” (фр. Pour l'Afrique et pour toi, Mali) и „На твој позив, Мали” (фр. A ton appel Mali). Текст је написао Сејду Бадиан Кујате, а мелодију је компоновао Банзумана Сисоко. Усвојена је 1962. године и говори о патриотизму и националном и афричком јединству. Помиње се и воља народа да жртвују своје животе за своју нацију и слободу. Основа химне је жеља за стварањем уједињене Африке. Мелодија има призвук традиционалног европског војног марша.
Званично је призната мање од годину дана након независности 1962. године. Традиционално се изводи приликом државних свечаности од стране Националне гарде или Оружаних снага Малија. Малијски покрет Млади пионири је превео химну на бамбарски језик ради својих скупова.

## Текст
|                | Француски текст | Енглески превод | Српски превод |
| -------------- | --- | --- | --- |
| Прва строфа    | À ton appel Mali Pour ta prospérité Fidèle à ton destin Nous serons tous unis Un Peuple un But une Foi Pour une Afrique Unie Si l’ennemi découvre son front Au dedans ou au dehors Debout sur les remparts Nous sommes résolus de mourir                   | At your call, Mali For your prosperity Loyal towards your destiny We will be all united, One people, one goal, one faith, For a united Africa If the enemy should show himself Inside or outside, Standing on the ramparts, We are ready to die.                              | На твој позив, Мали За твој просперитет Верни твојој судбини Сви смо уједињени, Један народ, један циљ и једна вера, За уједињену Африку Ако се појави непријатељ Страни или домаћи, Стојећи на бедемима, Спремни смо на смрт. |
| Рефрен         | Pour l'Afrique et pour toi, Mali, Notre drapeau sera liberté. Pour l'Afrique et pour toi, Mali, Notre combat sera unité. Ô Mali d'aujourd'hui Ô Mali de demain Les champs fleurissent d'espérance Les cœurs vibrent de confiance                           | For Africa and for you, Mali, Our banner shall be liberty. For Africa and for you, Mali, Our fight shall be for unity. Oh, Mali of today, Oh, Mali of tomorrow, The fields are flowering with hope Hearts are thrilling with confidence.                                      | За Африку и за тебе, Мали, Наш барјак је наша слобода. За Африку и за тебе, Мали, Наша борба биће за јединство. Хеј, Мали данашњице, Хеј, Мали сутрашњице, Поља цветају пуна наде Срца пуна поуздања.                          |
| Друга строфа   | L'Afrique se lève enfin Saluons ce jour nouveau Saluons la liberté Marchons vers l'unité Dignité retrouvée Soutient notre combat Fidèle à notre serment De faire l'Afrique unie Ensemble debout mes frères Tous au rendez-vous de l'honneur                | Africa finally rises Let us welcome this new day Let us welcome liberty Let us march towards unity New found dignity Support our fight True to our oath Of making Africa united My brothers standing together All at the appointment of honour                                | Африка се коначно буди Дочекајмо нови дан Дочекајмо смободу Кренимо ка јединству Новооткривеном достојанству Подржимо борбу Верни наше заклетве Стварања уједињене Африке Браћо моја, станимо заједно Сви за именовање части   |
| Рефрен         | | | |
| Трећа строфа   | Debout villes et campagnes Debout femmes, jeunes et vieux Pour la patrie en marche Vers l'avenir radieux Pour notre dignité Renforçons bien nos rangs Pour le salut public Forgeons le bien commun Ensemble au coude à coude Faisons le sentier du bonheur | Standing town and country Standing women, young and old For the country moving Towards a bright future For our dignity Let us strengthen our ranks well For the public salvation Let us forge the common good Together shoulder to shoulder Let us make the path of happiness | Стоје градови и села Стоје жене, млади и стари За покрет наше земље Према светлој будућности За наше достојанство Учврстимо наше редове За заједничко спасење Зарад добробити наше Сложно, раме уз раме Направимо стазу среће! |
| Рефрен         | | | |
| Четврта строфа | La voie est dure très dure Qui mène au bonheur commun Courage et dévouement Vigilance à tout moment Vérité des temps anciens Vérité de tous les jours Le bonheur par le labeur Fera le Mali de demain                                                      | The path is hard very hard Which leads to common happiness Courage and dedication Vigilance at all times Truth of ancient times Truth everyday Happiness through labour Will make the Mali of tomorrow                                                                        | Стаза је чврста, врло чврста И води до заједничке среће Храброст и посвећеност Стална опрезност Истина древних времена Свакодневна истина Срећа кроз рад Створиће сутрашњицу Малија                                            |
| Рефрен         | | | |